# Илов (Украина)
Илов (укр. Ілів) — село в Тростянецкой сельской общине Стрыйского района Львовской области Украины.
Население по переписи 2001 года составляло 271 человек. Занимает площадь 0,766 км². Почтовый индекс — 81615. Телефонный код — 3241.

## География
Село расположено в холмистой местности и со всех сторон окружено лесами. Оно протянулось в узкой долине вдоль небольшой речки Иловец.

## Название
Название села происходит от крупных еловых лесов, которые росли здесь в древности (в Карпатах издавна ель называли «Ила»). Из документов 1570 года известно, что лесной массив восточнее реки Колодница назывался Иловца.

## История
На высокой скалистой, покрытой лесом Токаревой горе, которая возвышается над южной окраиной села, в древности существовало городище. На этой горе до сих пор есть следы двух концентрических оборонительных валов и рвов. Здесь же, со стороны села, на крутом склоне расположены три небольшие пещеры. Одна из них — это пещера-комната, выдолбленная в скале человеческими руками. Очевидно, в Илове, как и в соседнем Стольском, было городище и капище белых хорватов.
Вероятно, именно Илов упомянут под именем Иловечь в летописном «Списке русских городов дальних и ближних», датированном концом XIV века, как один из подольских городов.
Известно, что 1498 году после татарских опустошений село было освобождено королём на шесть лет от уплаты налогов в пользу войска. В те годы село переходило от одного шляхтича к другому.
В 1512 году Илов снова был освобожден на шесть лет от уплаты всевозможных налогов после опустошения его валахами.
В 1515 году татары и валахи полностью сожгли, опустошили и обезлюдели село, которое принадлежало тогда семье шляхтичей Тарле.
Поздней осенью 1620 года после очередного набега татар в селе осталось лишь несколько домов. Люди вынуждены были бежать на зиму в другие села, чтобы не умереть с голоду.
Ещё одно страшное опустошение выпало на долю села осенью 1648 года. Оно было опустошено татарами, церковь и мельница сожжены, часть людей вымерла от эпидемии, часть была захвачена в неволю.
В селе в XIX веке существовала школа. В 1907 году силами 14 крестьян была основана читальня, однако деятельность её продолжалась недолго и она была восстановлена лишь 1933 году. Но польская власть запретила строить для неё дом.
В 1935 году в селе насчитывалось 100 домов.
Во время немецкой оккупации (1941—1944) много сельской молодёжи было отправлено на работу в Германию. В июне 1944 года немецкие каратели, изливая свою ярость на партизан, дотла сожгли деревню и расстреляли шестерых его жителей. Село Илов был одним из центров деятельности УПА. Здесь действовала типография.
В 1950-х годаъх село было электрифицировано и радиофицировано. Был открыт фельдшерский пункт для оказания первой медицинской помощи.
С начала 1960-х годов село получило автобусное сообщение с районным центром и Новым Роздолом.
В 1970-х годах в селе начал работать цех для производства картонной тары.

## Городище
На окраине села Илов находится славянское языческое городище-святилище 7—14 веков Илов. По мнению О. Корчинского, поселение могло возникнуть в II—V веках.

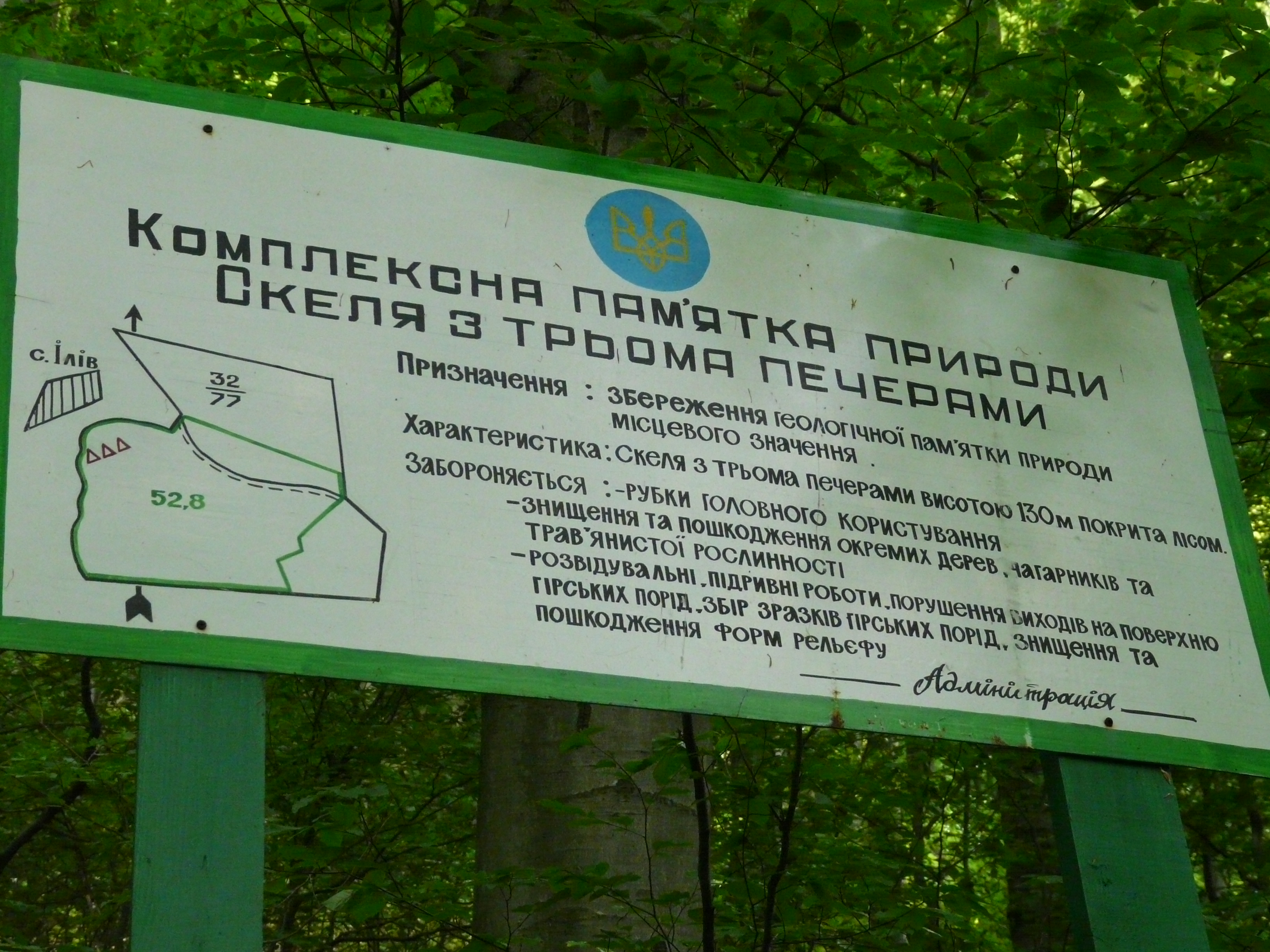
Информационная таблица у подножия Токаревой горы
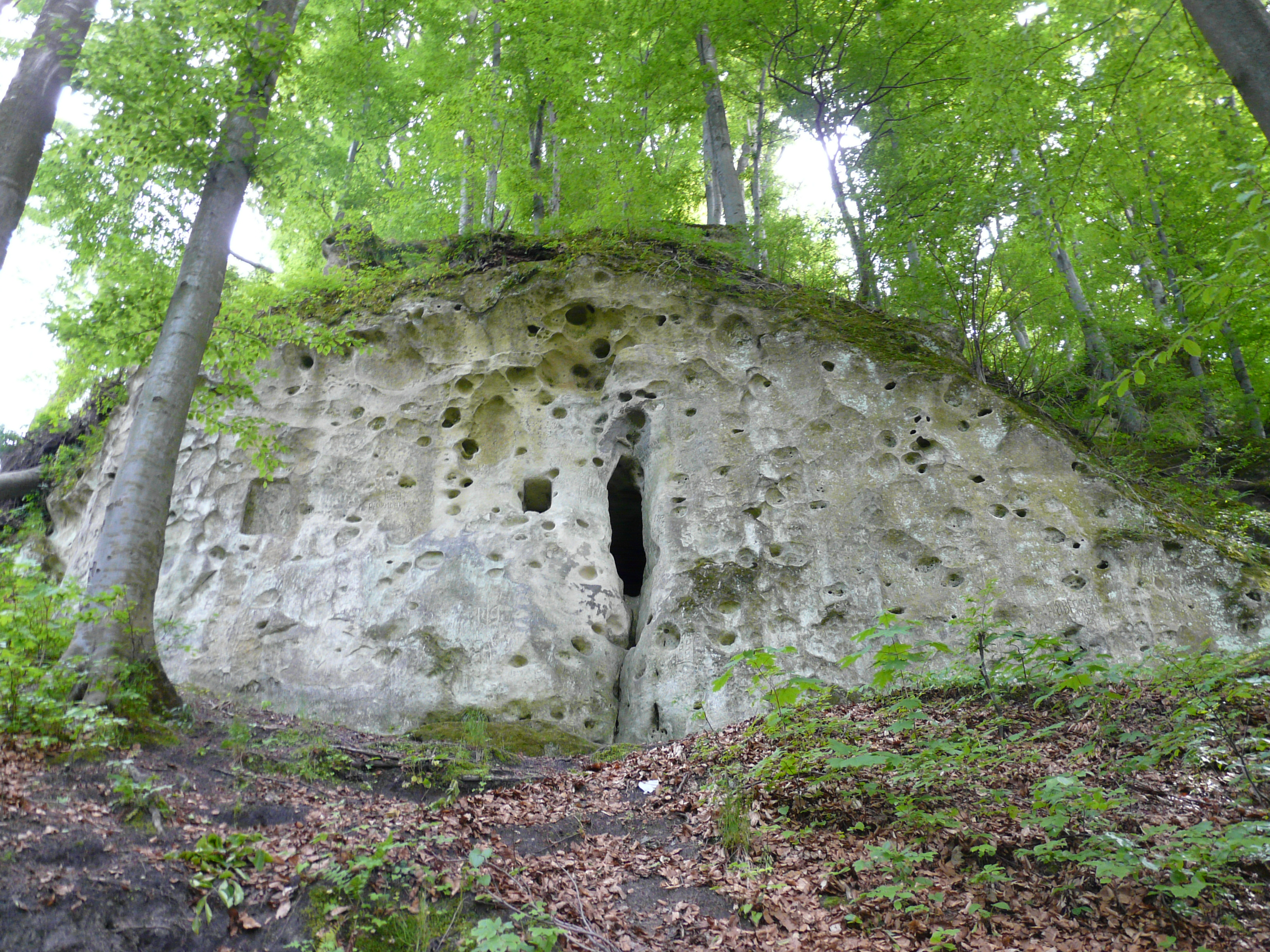
Скала с рукотворной комнатой-пещерой
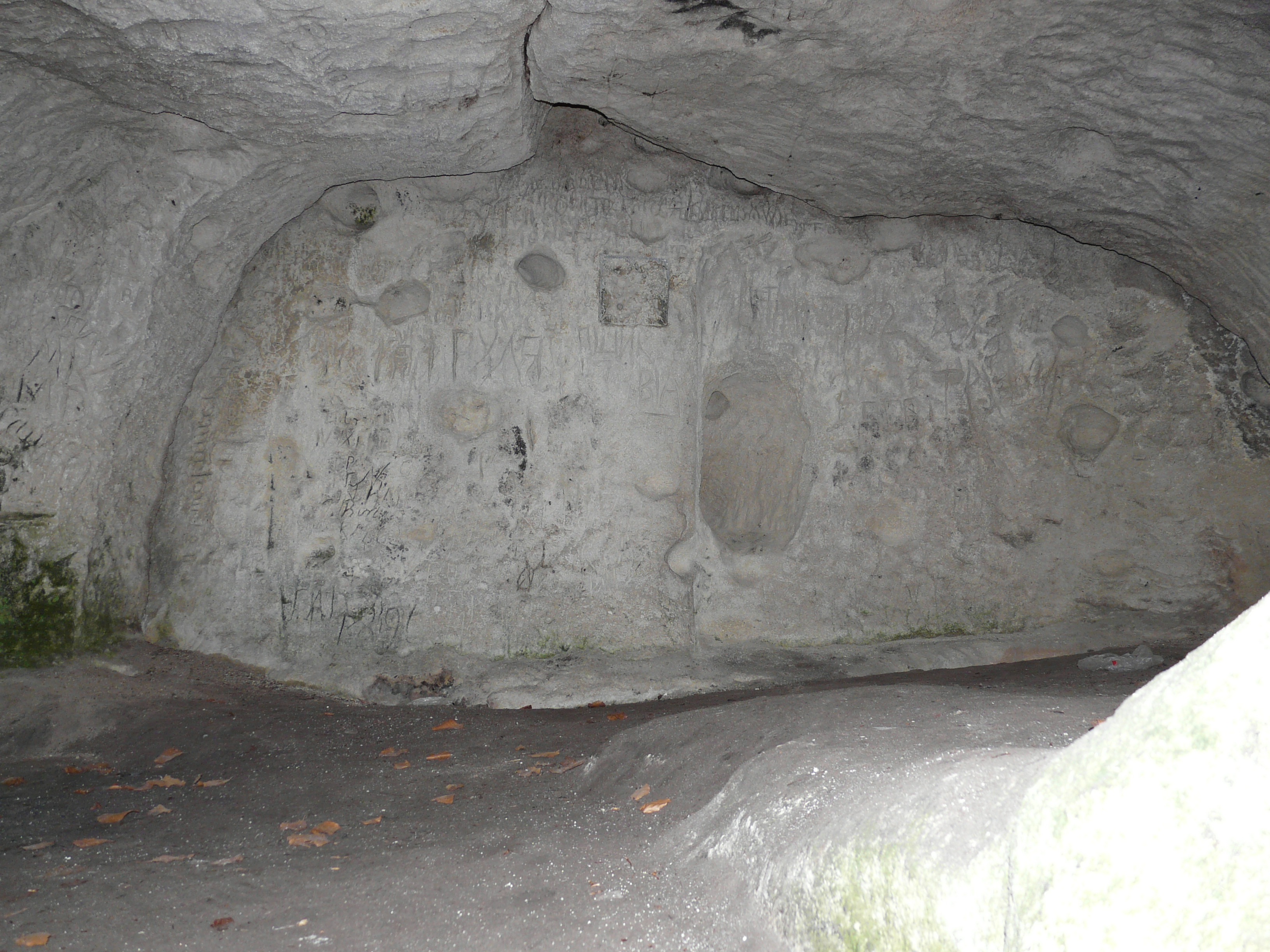
В комнате-пещере
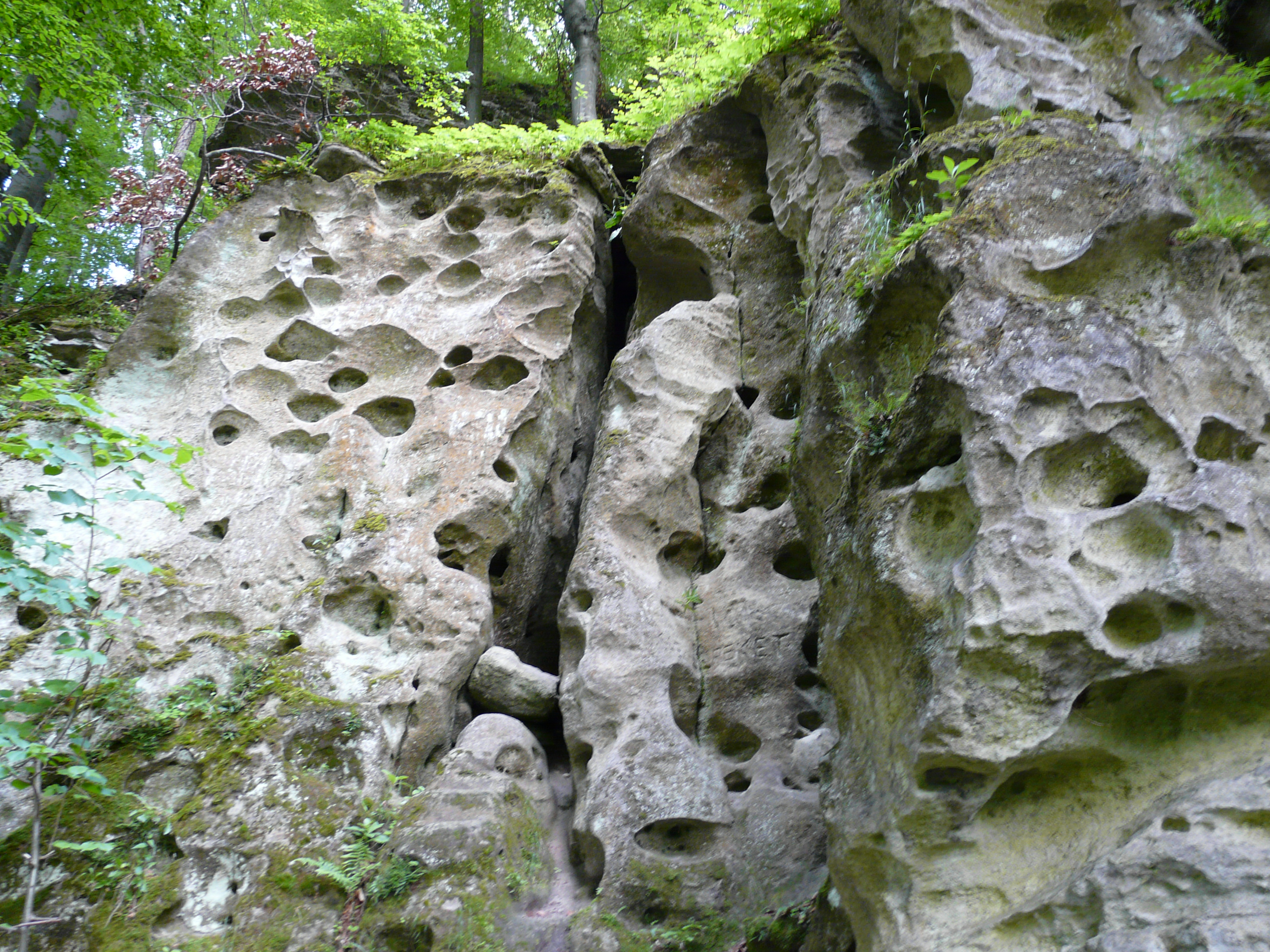
Скала с входом во вторую пещеру